# Sesuvium sesuvioides
Sesuvium sesuvioides là một loài thực vật có hoa trong họ Phiên hạnh. Loài này được (Fenzl) Verdc. miêu tả khoa học đầu tiên năm 1957.